# Лонг-Бранч (Нью-Джерсі)
Лонг-Бранч (англ. Long Branch) — місто (англ. city) в США, в окрузі Монмаут штату Нью-Джерсі. Населення — 31 667 осіб (2020).

## Географія
Лонг-Бранч розташований за координатами 40°17′43″ пн. ш. 73°59′24″ зх. д. / 40.29528° пн. ш. 73.99000° зх. д. (40.295372, -73.989899).  За даними Бюро перепису населення США в 2010 році місто мало площу 16,27 км², з яких 13,66 км² — суходіл та 2,61 км² — водойми.

### Клімат
| Клімат : Лонг-Бранч     | Клімат : Лонг-Бранч | Клімат : Лонг-Бранч | Клімат : Лонг-Бранч | Клімат : Лонг-Бранч | Клімат : Лонг-Бранч | Клімат : Лонг-Бранч | Клімат : Лонг-Бранч | Клімат : Лонг-Бранч | Клімат : Лонг-Бранч | Клімат : Лонг-Бранч | Клімат : Лонг-Бранч | Клімат : Лонг-Бранч | Клімат : Лонг-Бранч |
| Показник                | Січ.                | Лют.                | Бер.                | Квіт.               | Трав.               | Черв.               | Лип.                | Серп.               | Вер.                | Жовт.               | Лист.               | Груд.               | Рік                 |
| Середній максимум, °C   | 4,3                 | 5,8                 | 9,4                 | 14,7                | 20,1                | 25,2                | 28,2                | 27,5                | 24,1                | 18,2                | 12,8                | 7,2                 | 16,5                |
| Середня температура, °C | 0,3                 | 1,6                 | 4,9                 | 10,2                | 15,5                | 20,8                | 23,9                | 23,3                | 19,7                | 13,6                | 8,6                 | 3,3                 | 12,2                |
| Середній мінімум, °C    | −3,8                | −2,7                | 0,5                 | 5,6                 | 10,9                | 16,4                | 19,6                | 19,2                | 15,3                | 8,9                 | 4,3                 | −0,7                | 7,8                 |
| Норма опадів, мм        | 91                  | 77                  | 98                  | 107                 | 100                 | 91                  | 119                 | 122                 | 93                  | 102                 | 96                  | 102                 | 1197                |
| Вологість повітря, %    | 64.9                | 62.0                | 61.0                | 62.3                | 66.5                | 70.8                | 70.1                | 71.5                | 71.6                | 69.6                | 67.5                | 65.6                | 67.0                |
| ----------------------- | ------------------- | ------------------- | ------------------- | ------------------- | ------------------- | ------------------- | ------------------- | ------------------- | ------------------- | ------------------- | ------------------- | ------------------- | ------------------- |
| Джерело: PRISM          |                     |                     |                     |                     |                     |                     |                     |                     |                     |                     |                     |                     |                     |

## Демографія
Згідно з переписом 2010 року, у місті мешкало 30 719 осіб у 11 753 домогосподарствах у складі 6873 родин. Було 14170 помешкань
Расовий склад населення:
| - 65,3 % — білих - 14,2 % — чорних або афроамериканців - 2,1 % — азіатів - 0,6 % — корінних американців - 0,1 % — вихідців з тихоокеанських островів - 13,2 % — осіб інших рас |

До двох чи більше рас належало 4,5 %. Частка іспаномовних становила 28,1 % від усіх жителів.
За віковим діапазоном населення розподілялося таким чином: 21,7 % — особи молодші 18 років, 67,0 % — особи у віці 18—64 років, 11,3 % — особи у віці 65 років та старші. Медіана віку мешканця становила 33,8 року. На 100 осіб жіночої статі у місті припадало 100,3 чоловіків;  на 100 жінок у віці від 18 років та старших — 98,3 чоловіків також старших 18 років.
Середній дохід на одне домашнє господарство  становив 73 913 долари США (медіана — 48 327), а середній дохід на одну сім'ю — 83 536 доларів (медіана — 54 621). Медіана доходів становила 42 321 долар для чоловіків та 40 695 доларів для жінок. За межею бідності перебувало 18,7 % осіб, у тому числі 28,3 % дітей у віці до 18 років та 12,8 % осіб у віці 65 років та старших.
Цивільне працевлаштоване населення становило 14 297 осіб. Основні галузі зайнятості: освіта, охорона здоров'я та соціальна допомога — 20,2 %, будівництво — 15,6 %, науковці, спеціалісти, менеджери — 13,8 %.

## Відомі люди
- Дороті Паркер (1893—1967) — американська письменниця, сценаристка, критик, сатирик
- Норман Мейлер (1923—2007) — американський письменник, журналіст, драматург, сценарист та кінорежисер
- Брюс Спрінгстін (* 1949) — вокаліст, гітарист, композитор, автор текстів, продюсер.